# Luciano Zacharski
Luciano Norberto Zacharski Costa (Buenos Aires, 17 de diciembre de 1985) es un actor argentino, que actualmente reside en la Ciudad de México. Ha destacado en telenovelas de TV Azteca y en Televisa.

## Vida personal
Luciano nació en Argentina. Es el segundo de siete hermanos. Estudió canto pero su objetivo era hacer carrera en la actuación, tanto en la TV como en el teatro.

## Carrera
Comenzó a estudiar actuación en el CEFAT de TV Azteca e inició participando en Lo que callamos las mujeres.
Actuó en la telenovela Cielo rojo (2011) en el papel de "Álvaro", este fue su primer papel en un melodrama, y en 2012, participó en Quererte así.
En 2013, actuó en Vivir a destiempo en el papel de "Eduardo Monroy", y en Siempre tuya Acapulco (2014) en el papel de "Chuy".
En 2015, consiguió su primer protagónico en la telenovela Así en el barrio como en el cielo, al lado de Marcela Guirado, Verónica Merchant y Juan Manuel Bernal en el papel de "Octavio Ferrara"
En 2016 cambia a Televisa, donde debuta en la telenovela Vino el amor interpretando a Tano.

## Filmografía

### Telenovelas
| Año       | Título                            | Personaje               |
| --------- | --------------------------------- | ----------------------- |
| 2010      | Lo que callamos las mujeres       | Nicolás                 |
| 2011-2012 | Cielo rojo                        | Álvaro Robledo          |
| 2012      | Quererte así                      | Julián Valdés           |
| 2013      | Vivir a destiempo                 | Eduardo Monroy Ávalos   |
| 2014      | Siempre tuya Acapulco             | Jesús "Chuy" Pérez      |
| 2014      | Amor a ciegas                     | Rene                    |
| 2015      | Así en el barrio como en el cielo | Octavio Ferrara Santos  |
| 2016-2017 | Vino el amor                      | Carlos Flores "El tano" |
| 2019      | Esta historia me suena            | Lázaro                  |

### Teatro
| Año  | Título    | Nota             |
| ---- | --------- | ---------------- |
| 2014 | Loco amor | Papel secundario |

- Datos: Q20011554